# Abejar
Abejar est une ville de la province de Soria et de la communauté autonome de Castille-et-León en Espagne. 